# Nicolas (revista de Cliper)
Nicolas (sin tilde en la "a") fue una revista de historietas española publicada con periodicidad bimensual (después, semanal) por Ediciones Cliper entre 1948 y 1955. Fue el tercer gran título de su editorial, tras El Coyote y Florita y uno de los grandes tebeos humorísticos de los años cincuenta. Constó de 239 números ordinarios y 3 almanaques.

## Trayectoria
La idea de Cliper era la de publicar una versión para chicos de su revista femenina de historietas Florita, creada el año anterior y que había obtenido un gran éxito de ventas. También "Nicolas", un hombre calvo y con bigote sin oficio ni beneficio, protagonizaba su propia historieta en la cubierta de la revista, dibujado por Pedro García Lorente, que también realizaba algunas historietas en Florita. La publicación no llegó a alcanzar el mismo éxito de su versión femenina ni llegó a representar amenaza alguna para las revistas de la competencia que en aquella época casi monopolizaban el mercado como TBO, Pulgarcito y Jaimito. Tras su cierre, varios de sus autores fueron contratados por Bruguera.

## Series
Españolas
| Años      | Números                              | Título                            | Autoría                         | Comentario               |  |
| --------- | ------------------------------------ | --------------------------------- | ------------------------------- | ------------------------ |  |
| 1948      | 1                                    | Nicolas                           | Pedro García Lorente            |                          |  |
| 1948      |                                      | Paquito Brocha                    | Arnalot                         | Pasó a El Coyote en 1953 |  |
| 1948      |                                      | Noticiario Bufa                   | Arnalot                         |                          |  |
| 1949      |                                      | Felonio Bolaza y el Doctor Petiot | Arnalot                         |                          |  |
| 1950      |                                      | La Panda                          | Jor.Dom.                        |                          |  |
| 1951-1952 | 74, 76, 77 a 81, 83, 85, 87, 89 y 94 | El pequeño Sultán                 | Manuel Vázquez                  |                          |  |
| 1951      |                                      | Adán y Evaristita                 | Jor.Dom                         |                          |  |
| 1951      |                                      | Juan Pérez                        | Manuel Vázquez                  |                          |  |
| 1952      |                                      | La familia Tarúguez               | Antonio Ayné                    |                          |  |
| 1952      |                                      | Nerón y César                     | Jor.Dom                         |                          |  |
| 1954      |                                      | Fausto Durete                     | Gin                             |                          |  |
|           |                                      | Nicanor Vistalarga                | Francisco Darnís                |                          |  |
|           |                                      | Copocabana                        | Martz Schmidt.                  |                          |  |
|           |                                      | Los inventos de Toribio           | Martz Schmidt                   |                          |  |
|           |                                      | Juanito Manguera                  | Antonio Ayné.                   |                          |  |
|           |                                      | Don Paco                          | Alberto Genies                  |                          |  |
|           |                                      | Henry y Ketto, detectives         | Escobar                         |                          |  |
|           |                                      | D. Eusebio el sabio               | Antonio Ayné                    |                          |  |
|           |                                      | Cosas de don Vivendis             | Antonio Ayné                    |                          |  |
|           |                                      | Amorete                           | Pedro García Lorente            |                          |  |
|           |                                      | Don Valentín                      | Pedro García Lorente            |                          |  |
|           |                                      | Aventuras de Topolino             | Manuel Urda                     |                          |  |
|           |                                      | Pep Siglas                        | Joan Bernet Toledano            |                          |  |
|           |                                      | Bon & Athos                       | José Royo                       |                          |  |
|           |                                      | Rigodón y Violona                 | Martz Schmidt                   |                          |  |
|           |                                      | Pepe, el bromista                 | Pedro García Lorente            |                          |  |
|           |                                      | Loony                             | Alfons Figueras                 |                          |  |
|           |                                      | Don Super                         | Miguel Bernet Toledano, "Jorge" |                          |  |
|           |                                      | Hércules Puput                    | Alfons Figueras                 |                          |  |
|           |                                      | Dedalito                          | Alfons Figueras                 |                          |  |
|           |                                      | ¡Qué guerra!                      | Alfons Figueras                 |                          |  |
|           |                                      | Don Fortunato                     | Miguel Ripoll, "Tey"            |                          |  |

Extranjeras
| Años | Números | Título                           | Autoría                  | Comentario |
| ---- | ------- | -------------------------------- | ------------------------ | ---------- |
|      |         | Pelopincho y Cachirula           | Geoffrey Foladori "Fola" |            |
|      |         | Jimpy                            | Hugh McClelland          |            |
|      |         | La gata de Jobita (Cicero's Cat) | Bud Fisher               |            |
|      |         | Benitín y Eneas (Mutt and Jeff)  | Bud Fisher               |            |
|      |         | La familia Narigueta             | Fola                     |            |
|      |         | Tristán Tristón                  | George Baker             |            |
|      |         | Tapón                            | Fred Lasswell            |            |
|      |         | Pomponio                         | Dick Wingert             |            |
|      |         | Dot y Drippi                     | Buford Tune              |            |